# Junonia angolensis
Junonia angolensis är en fjärilsart som beskrevs av Rothschild 1918. Junonia angolensis ingår i släktet Junonia och familjen praktfjärilar. Inga underarter finns listade i Catalogue of Life.